# BMW・ノイエクラッセ

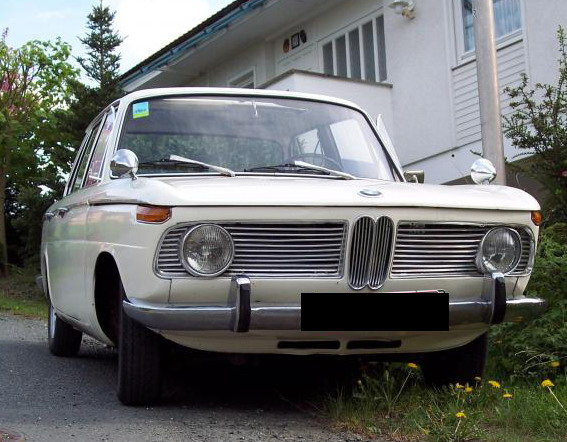
1800

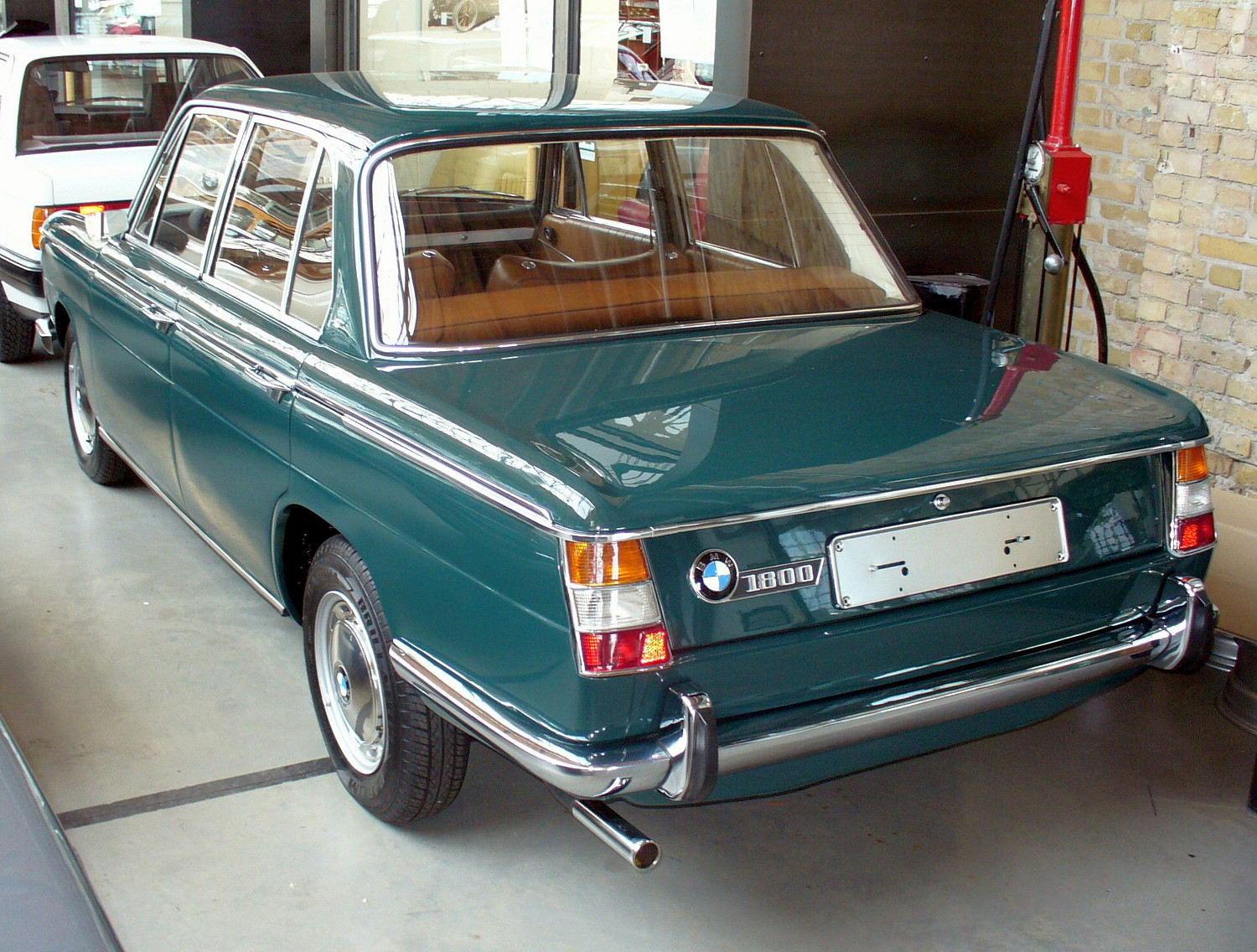
1800リアビュー

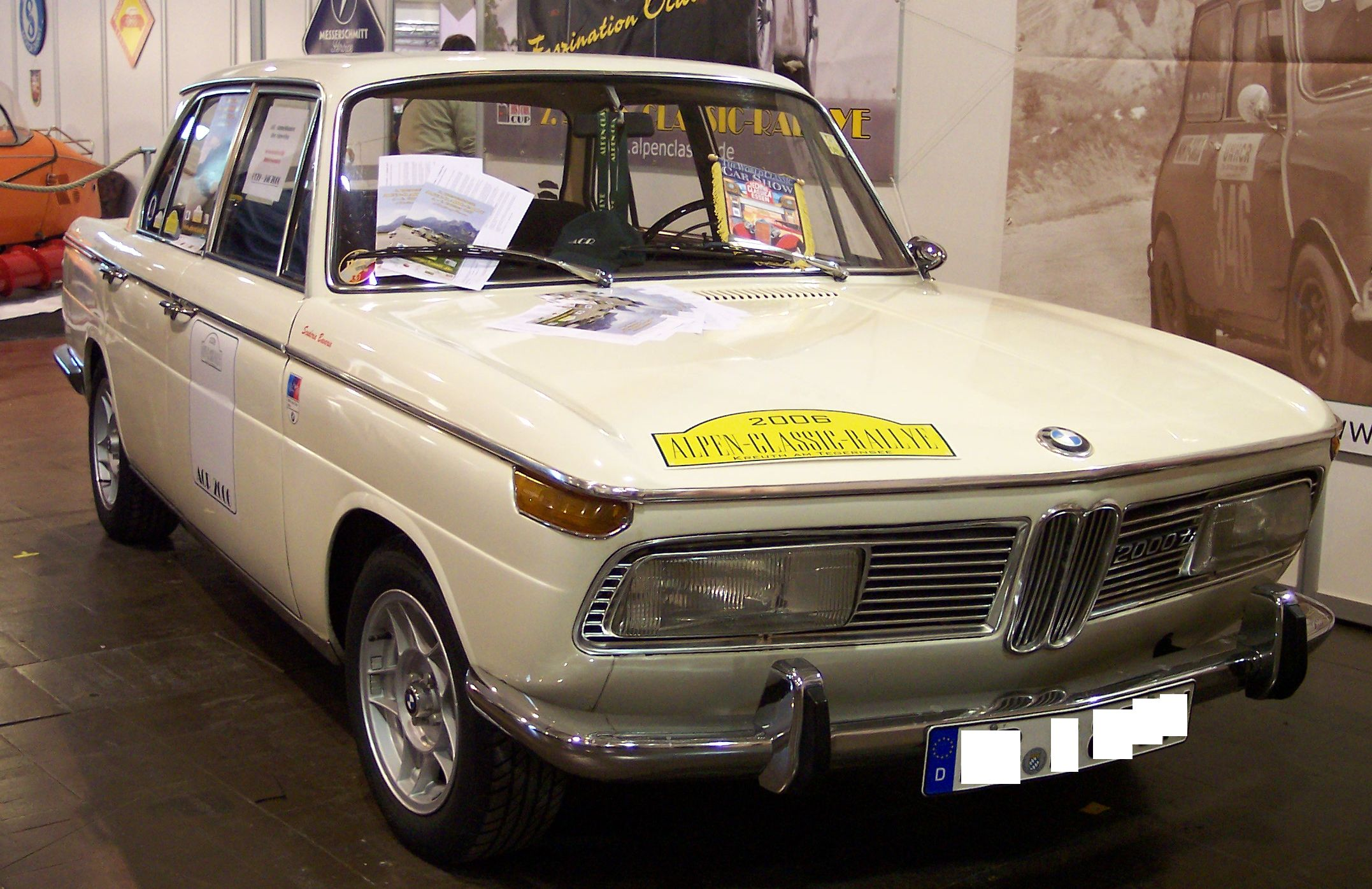
2000Tiluｘ (E 121)

BMW・ノイエ・クラッセ（ドイツ語：Neue Klasse ）は、BMWが1961年から1972年まで生産した1,500ccから2,000ccの中型乗用車の総称である。

## 概要

### 開発の経緯
第二次世界大戦後、連合軍により航空機エンジン関係の製造を禁じられていたBMWは、1948年の操業再開以降は502や503など、大排気量のV型8気筒エンジンを積んだコスト度外視ともいえる高級車と、イタリアのイソのライセンスで生産するイセッタと発展型のBMW・600らいわゆる「キャビンスクーター」だけという、両極端のラインナップしか持っていなかった。復興が軌道に乗り、経済力が安定してきた1950年代末の西ドイツ国民の間で需要の伸びが期待できるのは中・小型車であり、このクラスに持ち駒を持たないBMWは深刻な経営危機に陥り、ダイムラー・ベンツによる吸収合併が噂されるほどであった。しかし破綻寸前、BMWはナチスとの親密な関係を持ち、強制収容所のユダヤ人を自身の工場で酷使して富を築いたヘルベルト・クヴァントによって買収され、倒産の危機を免れた。
立ち直りのための第一作はBMW・700で、リアに積まれたエンジンこそイセッタと同じ空冷水平対向2気筒であったが、「普通の」自動車のレイアウトを持ち、当時若手として売り出し中であったジョヴァンニ・ミケロッティによる清新なデザインの2ドアボディも好評を博した。BMWは、この700で当面の時間稼ぎができ、将来の主力商品となるべき小型乗用車の開発のための銀行融資が得られるようになった。
こうして開発が本格化した新型車は、BMW社内において「ノイエ・クラッセ」（ドイツ語：Neue Klasse ）と呼称された。これは英語で表記するとNew Class（新しいクラス）という意味で、第二次世界大戦後のどの車種とも異なるコンセプトでの設計がなされていた。デザインは700と同じくジョヴァンニ・ミケロッティがデザインを担当しているが、エンジンはもとより、シャシやスタイリング、ボディ、サスペンションにいたるまで全くの新コンセプトによる設計であった。
生産型は1961年9月のフランクフルト・ショーでBMW・1500として発表された。当時の水準からすると遥かに高性能・高品質なスポーティサルーンとして好評を博し、破産寸前だったBMWを一気にドイツの代表的メーカーに成長させ、その後のBMWの礎を築き上げることになった。

### バリエーション展開
BMW・1500の排気量は次第に拡大され、1963年に1,773ccのBMW・1800、1964年には中間車種として1,573ccのBMW・1600、1966年には1,990ccのBMW・2000とバリエーションを増やした。1500は1966年、1600は1968年に生産終了となったが、1800と2000はボディやシャーシの基本構造に手を加えられる事なく、1972年にE12型5シリーズが登場するまで生産された。また、ツインキャブレターの高性能版である1800TI/2000TIは、時のヨーロッパツーリングカー選手権（ETC）などでも好成績を収め、クーゲルフィッシャー製機械式燃料噴射装置を装備した2000tiiも登場した。

### 派生車種
1965年には、BMW・1800に2,000ccエンジンを搭載し、ベルトーネデザインの前衛的なフロントマスクが特徴のクーペモデル、BMW・2000C/2000CSがフランクフルト・ショーで発表されている。
1966年ジュネーブ・ショーでは、4ドアセダンからの派生版として、2ドアセダンBMW・1600-2が発表され、その後1,800ccの1802、2,000ccの2002が順次追加されてBMW・02シリーズとして発展し、1970年代前半のスポーツサルーンの傑作車として、BMWの地位を不動のものとした・今日の3シリーズの源流である。
1967年には6気筒エンジンを搭載した一回り大きいサイズの4ドアセダン・BMW・2500/2800(E3系)が登場した。これは、当時、高級高性能車種をラインナップするメルセデス・ベンツに対抗するために発売され、現在では7シリーズに発展している。
1968年10月のフランクフルト・ショーでは、BMW・2000C/2000CSにもM30系の6気筒エンジンが搭載され、フロント周りをBMW・2500/2800と同様の丸型4灯式ヘッドライトによるデザインとしたBMW・2800CS（E9）を発表している。こちらは今日の6シリーズへと発展している。